# Lista planetelor minore: 296001–297000
Aceasta este lista planetelor minore cu numerele 296001–297000.

## 296001–296100
| Denumire | Denumire provizorie | Data descoperirii | Locul descoperirii | Descoperitor(i)        |
| -------- | ------------------- | ----------------- | ------------------ | ---------------------- |
| 296001 – | 2008 YO97           | 29 decembrie 2008 | Mount Lemmon       | Mount Lemmon Survey    |
| 296002 – | 2008 YO101          | 29 decembrie 2008 | Kitt Peak          | Spacewatch             |
| 296016 – | 2008 YM135          | 30 decembrie 2008 | La Sagra           | OAM                    |
| 296031 – | 2008 YU166          | 19 decembrie 2008 | Socorro            | LINEAR                 |
| 296039 – | 2009 AB             | 1 ianuarie 2009   | Mayhill            | A. Lowe                |
| 296040 – | 2009 AH2            | 2 ianuarie 2009   | Purple Mountain    | PMO NEO Survey Program |
| 296067 – | 2009 AX44           | 2 ianuarie 2009   | Catalina           | CSS                    |
| 296076 – | 2009 BZ7            | 22 ianuarie 2009  | Sandlot            | G. Hug                 |
| 296082 – | 2009 BR13           | 25 ianuarie 2009  | Marly              | P. Kocher              |
| 296084 – | 2009 BA14           | 24 ianuarie 2009  | Cerro Burek        | Cerro Burek            |

## 296101–296200
| Denumire | Denumire provizorie | Data descoperirii | Locul descoperirii | Descoperitor(i) |
| -------- | ------------------- | ----------------- | ------------------ | --------------- |
| 296127 – | 2009 BN71           | 21 ianuarie 2009  | Dauban             | F. Kugel        |
| 296129 – | 2009 BG73           | 29 ianuarie 2009  | Calvin-Rehoboth    | L. A. Molnar    |
| 296130 – | 2009 BT73           | 30 ianuarie 2009  | Wildberg           | R. Apitzsch     |
| 296133 – | 2009 BG77           | 18 ianuarie 2009  | Sierra Stars       | W. G. Dillon    |
| 296134 – | 2009 BN81           | 26 ianuarie 2009  | Bergisch Gladbach  | W. Bickel       |

## 296201–296300
| Denumire | Denumire provizorie | Data descoperirii | Locul descoperirii | Descoperitor(i)           |
| -------- | ------------------- | ----------------- | ------------------ | ------------------------- |
| 296205 – | 2009 CC1            | 1 februarie 2009  | Bisei SG Center    | BATTeRS                   |
| 296207 – | 2009 CO2            | 2 februarie 2009  | Moletai            | K. Černis, J. Zdanavičius |
| 296208 – | 2009 CG5            | 13 februarie 2009 | Calar Alto         | F. Hormuth                |
| 296247 – | 2009 DA15           | 20 februarie 2009 | Calvin-Rehoboth    | Calvin College            |
| 296285 – | 2009 DD73           | 25 februarie 2009 | Črni Vrh           | Črni Vrh                  |

## 296301–296400
| Denumire | Denumire provizorie | Data descoperirii | Locul descoperirii | Descoperitor(i)     |
| -------- | ------------------- | ----------------- | ------------------ | ------------------- |
| 296319 – | 2009 EE3            | 5 martie 2009     | Great Shefford     | P. Birtwhistle      |
| 296345 – | 2009 FR4            | 19 martie 2009    | Tzec Maun          | L. Elenin           |
| 296351 – | 2009 FZ18           | 20 martie 2009    | Lulin Observatory  | LUSS                |
| 296361 – | 2009 FQ25           | 22 martie 2009    | Hibiscus           | N. Teamo            |
| 296362 – | 2009 FU25           | 21 martie 2009    | Taunus             | E. Schwab, R. Kling |
| 296365 – | 2009 FZ29           | 25 martie 2009    | Kanab              | E. E. Sheridan      |
| 296373 – | 2009 FK43           | 30 martie 2009    | Sierra Stars       | F. Tozzi            |
| 296400 – | 2009 FO74           | 17 martie 2009    | Siding Spring      | SSS                 |

## 296401–296500
| Denumire | Denumire provizorie | Data descoperirii | Locul descoperirii | Descoperitor(i)           |
| -------- | ------------------- | ----------------- | ------------------ | ------------------------- |
| 296404 – | 2009 GT1            | 12 aprilie 2009   | Altschwendt        | W. Ries                   |
| 296446 – | 2009 HF58           | 24 aprilie 2009   | Gaisberg           | R. Gierlinger             |
| 296462 – | 2009 HZ81           | 23 aprilie 2009   | Zadko              | M. Todd                   |
| 296472 – | 2009 HA94           | 28 aprilie 2009   | Moletai            | K. Černis, J. Zdanavičius |

## 296501–296600
| Denumire           | Denumire provizorie | Data descoperirii  | Locul descoperirii | Descoperitor(i)          |
| ------------------ | ------------------- | ------------------ | ------------------ | ------------------------ |
| 296503 –           | 2009 KW             | 16 mai 2009        | Sierra Stars       | R. Matson                |
| 296516 –           | 2009 LJ             | 2 iunie 2009       | Skylive            | F. Tozzi                 |
| 296521 –           | 2009 MZ8            | 29 iunie 2009      | Eskridge           | G. Hug                   |
| 296525 Milanovskiy | 2009 OU2            | 20 iulie 2009      | Zelenchukskaya     | T. V. Kryachko           |
| 296551 –           | 2009 QY1            | 16 august 2009     | Vicques            | M. Ory                   |
| 296559 –           | 2009 QS26           | 22 august 2009     | Guidestar          | M. Emmerich, S. Melchert |
| 296560 –           | 2009 QJ28           | 20 august 2009     | Drebach            | Drebach                  |
| 296562 –           | 2009 QJ34           | 25 august 2009     | Modra              | Š. Gajdoš, J. Világi     |
| 296577 Arkhangelsk | 2009 RV2            | 11 septembrie 2009 | Zelenchukskaya     | T. V. Kryachko           |
| 296587 –           | 2009 RA26           | 13 septembrie 2009 | ESA OGS            | ESA OGS                  |

## 296601–296700
| Denumire           | Denumire provizorie | Data descoperirii  | Locul descoperirii | Descoperitor(i) |
| ------------------ | ------------------- | ------------------ | ------------------ | --------------- |
| 296612 –           | 2009 SA19           | 18 septembrie 2009 | Nazaret            | G. Muler        |
| 296638 Sergeibelov | 2009 SD101          | 23 septembrie 2009 | Zelenchukskaya     | T. V. Kryachko  |

## 296701–296800
| Denumire              | Denumire provizorie | Data descoperirii | Locul descoperirii | Descoperitor(i)            |
| --------------------- | ------------------- | ----------------- | ------------------ | -------------------------- |
| 296747 –              | 2009 UB1            | 17 octombrie 2009 | Tzec Maun          | D. Chestnov, A. Novichonok |
| 296753 Mustafamahmoud | 2009 UP14           | 19 octombrie 2009 | Zelenchukskaya     | T. V. Kryachko             |

## 296801–296900
| Denumire        | Denumire provizorie | Data descoperirii | Locul descoperirii | Descoperitor(i) |
| --------------- | ------------------- | ----------------- | ------------------ | --------------- |
| 296817 –        | 2009 WF3            | 7 aprilie 2002*   | Cerro Tololo       | M. W. Buie      |
| 296819 Artesian | 2009 WY6            | 17 noiembrie 2009 | Zelenchukskaya     | T. V. Kryachko  |
| 296830 –        | 2009 WG46           | 18 noiembrie 2009 | Goodricke-Pigott   | R. A. Tucker    |
| 296891 –        | 2010 BS9            | 16 ianuarie 2010  | WISE               | WISE            |
| 296898 –        | 2010 CJ4            | 23 ianuarie 2006* | Piszkéstető        | K. Sárneczky    |

## 296901–297000
| Denumire           | Denumire provizorie | Data descoperirii   | Locul descoperirii | Descoperitor(i)           |
| ------------------ | ------------------- | ------------------- | ------------------ | ------------------------- |
| 296928 –           | 2010 CE155          | 17 februarie 1994*  | San Marcello       | L. Tesi, G. Cattani       |
| 296930 –           | 2010 CB181          | 13 februarie 2010   | Haleakala          | Pan-STARRS 1              |
| 296932 –           | 2010 CR235          | 29 septembrie 2003* | Anderson Mesa      | LONEOS                    |
| 296947 –           | 2010 DS78           | 20 februarie 2010   | Jarnac             | Jarnac                    |
| 296950 Robertbauer | 2010 EJ19           | 4 martie 2010       | WISE               | WISE                      |
| 296968 Ignatianum  | 2010 ES74           | 12 martie 2010      | Moletai            | K. Černis, J. Zdanavičius |
| 296986 –           | 2010 EK113          | 4 aprilie 2002*     | Palomar            | NEAT                      |
| 296987 Piotrflin   | 2010 ET119          | 11 martie 2010      | Andrushivka        | Andrushivka               |